# 伊号第三十四潜水艦
伊号第三十四潜水艦（いごうだいさんじゅうよんせんすいかん、旧字体：伊號第三十四潜水艦）は、大日本帝国海軍が運用した伊十五型潜水艦（巡潜乙型）の15番艦。
当初は伊号第四十三潜水艦と命名されていたが、1941年（昭和16年）11月1日に伊号第三十四潜水艦と改名されている。

## 艦歴
1939年（昭和14年）の第四次海軍補充計画（④計画）によって建造が承認され、1941年（昭和16年）1月9日、佐世保海軍工廠で起工。9月24日進水、1942年（昭和17年）8月31日竣工。竣工と同時に呉鎮守府籍となり、伊35、特設潜水母艦満珠丸（大阪商船、7,266トン）と共に訓練部隊である呉鎮守府呉潜水戦隊を編成した。
11月15日、第五艦隊直卒となる。
28日、伊34は呉を出港し、12月1日に大湊に到着。2日、補給物資を搭載して大湊を出港し、10日にキスカに到着。輸送物資を降ろした後出港し、ニア諸島北方沖を哨戒。23日にニア諸島南方沖に進出。26日、哨戒海域を離れ、1943年（昭和18年）1月1日に幌筵に到着。6日、前線視察に向かう陸軍省軍務局課員岩越紳六中佐を載せて幌筵を出港し、9日にキスカに、11日にアッツ島に寄港し、15日に幌筵に到着して便乗者を降ろした。20日、輸送物資を搭載して幌筵を出港し、25日、キスカに到着して輸送物資を降ろした後出港。26日、アムチトカ島コンスタンティン湾を偵察。29日、ニア諸島北方沖に進出。2月13日、ニア諸島南方沖に進出。23日、アムチトカ島の飛行場を潜望鏡偵察。その後駆逐艦4隻を発見するも、攻撃に失敗。その後第452海軍航空隊のコンスタンティン湾爆撃の無線誘導を行った後、24日にアダック島、アッツ島を偵察する。25日、哨戒区域を離れ、3月2日に幌筵に到着。
4日、伊34は幌筵を出港し、セミチ諸島北方沖を哨戒。12日、哨戒区域を離れ、18日に横須賀に到着して整備を受ける。4月1日、第六艦隊第1潜水戦隊第15潜水隊に編入。
25日、伊34は横須賀を出港し、28日、大湊に到着して輸送物資を搭載し、5月初めに出港。8日、キスカに到着して輸送物資を降ろした後、12日に出港。13日、アッツ島の戦いを支援する米戦艦ペンシルベニア(USS Pennsylvania, BB-38)を護衛していた米駆逐艦フェルプス(USS Phelps, DD-360)が潜航中の伊34をソナー探知し、爆雷2発を投下。爆雷攻撃を受け、伊34は退避を開始した。1530、フェルプスは伊34を再度ソナー探知し、爆雷9発を投下。その後、米敷設駆逐艦プルーイット(USS Pruitt, DD-347/DM-22)が、ドラム缶が海面に浮かび上がったこと、少量の重油が浮遊していることを報告してきた。これは、爆雷攻撃により伊34の甲板からドラム缶が外れたためだと判断されたが、伊34はそのまま離脱に成功した。29日、幌筵に到着。
6月初め、伊34は第1期キスカ島撤退作戦に参加し、9トンの弾薬と5トンの食糧を搭載して幌筵を出港。9日に到着して輸送物資を降ろし、海軍兵士9名、人足70名を乗せて2015に出港。13日1900に幌筵に到着して便乗者を降ろした後、特設運送船(給油船)帝洋丸（日東汽船、9,850トン）から給油を受ける。17日、輸送物資を搭載して幌筵を出港し、キスカに向かう。21日、作戦中止を受けて反転し、22日1200に幌筵に到着して輸送物資を降ろした。28日、帝洋丸からの給油を受け、7月2日に第2期キスカ島撤退作戦の支援のため幌筵を出港。8日、アムチトカ島コンスタンティン湾南方沖で米駆逐艦に発見されて追跡され、爆雷攻撃を受けるも退避に成功。10日、キスカ東方沖に進出して第2期キスカ島撤退作戦の支援を行う。16日、キスカ北方沖に移動。23日、幌筵に到着。24日、幌筵を出港して、29日に呉に到着。その後神戸に移動し、整備を受けた後呉に戻った。
10月13日、伊34は第3次遣独潜水艦として呉を出港。作戦中の暗号名は「モミ」。22日、シンガポールに到着。11月4日、錫、タングステン、生ゴム、薬用アヘンを搭載。錫のインゴットは、バラストとして伊34の艦底に挿入され、生ゴムは梱包されて木製甲板の下に積まれた。タングステン棒は居住区に積まれ、薬用アヘン入りの木箱は航空機格納筒に収められた。搭載完了後潜水試験を行ったが、搭載した貨物によりトリムが安定せず、急速潜航時の障害になることがわかったため、出発が遅れた。このため、三菱重工業の技術者2名を含む乗客5名は先にペナンに移動し、同地で伊34に乗り込むこととされた。11日早朝、三菱重工業の技術者2名を含む乗客5名を乗せてシンガポールを出港し、ペナンに向かった。13日、ウルトラ情報により待ち伏せをしていた英潜トーラスが14ノットで浮上航走中の伊34を発見し、0730に魚雷6本を発射。うち1本が司令塔後部直下に命中し、伊34は沈没した。沈没後、前部兵員室にいた乗員20名が艦内に閉じ込められたが、沈没した海域が浅海だったためハッチの解放に成功。14名が脱出に成功して現地のジャンクに救助された後、夜にペナンに上陸した。艦長の入江達中佐以下乗員84名戦死。沈没地点はムカヘッド灯台北西10浬地点付近、北緯05度17分 東経100度05分 / 北緯5.283度 東経100.083度。
1944年（昭和19年）1月5日に除籍された。
伊34は英軍潜水艦に撃沈された最初の日本潜水艦である。
戦後の1962年（昭和37年）12月4日、伊34はシンガポールのサルベージ会社により浮揚され、解体された。

## 歴代艦長
※『艦長たちの軍艦史』409-410頁による。

### 艤装員長
1. 殿塚謹三 中佐：1942年5月20日 -

### 艦長
1. 殿塚謹三 中佐：1942年8月31日 -
2. 入江達 中佐：1943年3月20日 - 11月13日戦死